# Aytré
Aytré és un municipi francès situat al departament del Charente Marítim i a la regió de la Nova Aquitània. L'any 2007 tenia 8.806 habitants.

## Demografia

### Població
El 2007 la població de fet d'Aytré era de 8.806 persones. Hi havia 3.968 famílies de les quals 1.416 eren unipersonals (547 homes vivint sols i 869 dones vivint soles), 1.292 parelles sense fills, 901 parelles amb fills i 359 famílies monoparentals amb fills.
La població ha evolucionat segons el següent gràfic:
Habitants censats

### Habitatges
El 2007 hi havia 4.707 habitatges, 4.101 eren l'habitatge principal de la família, 362 eren segones residències i 244 estaven desocupats. 2.791 eren cases i 1.606 eren apartaments. Dels 4.101 habitatges principals, 2.136 estaven ocupats pels seus propietaris, 1.920 estaven llogats i ocupats pels llogaters i 44 estaven cedits a títol gratuït; 191 tenien una cambra, 526 en tenien dues, 853 en tenien tres, 1.252 en tenien quatre i 1.278 en tenien cinc o més. 3.013 habitatges disposaven pel capbaix d'una plaça de pàrquing. A 2.209 habitatges hi havia un automòbil i a 1.277 n'hi havia dos o més.

### Piràmide de població
La piràmide de població per edats i sexe el 2009 era:
| Homes | Edats   | Dones |
| ----- | ------- | ----- |
| 12    | 95 o +  | 17    |
| 17    | 90 a 94 | 42    |
| 45    | 85 a 89 | 102   |
| 78    | 80 a 84 | 78    |
| 147   | 75 a 79 | 195   |
| 160   | 70 a 74 | 225   |
| 218   | 65 a 69 | 184   |
| 184   | 60 a 64 | 256   |
| 163   | 55 a 59 | 204   |
| 280   | 50 a 54 | 302   |
| 308   | 45 a 49 | 345   |
| 215   | 40 a 44 | 267   |
| 278   | 35 a 39 | 266   |
| 240   | 30 a 34 | 239   |
| 264   | 25 a 29 | 245   |
| 244   | 20 a 24 | 299   |
| 309   | 15 a 19 | 280   |
| 225   | 10 a 14 | 207   |
| 162   | 5 a 9   | 172   |
| 180   | 0 a 4   | 196   |

## Economia
El 2007 la població en edat de treballar era de 5.742 persones, 4.154 eren actives i 1.588 eren inactives. De les 4.154 persones actives 3.663 estaven ocupades (1.883 homes i 1.780 dones) i 491 estaven aturades (236 homes i 255 dones). De les 1.588 persones inactives 579 estaven jubilades, 592 estaven estudiant i 417 estaven classificades com a «altres inactius».

### Ingressos
El 2009 a Aytré hi havia 4.082 unitats fiscals que integraven 8.523,5 persones, la mediana anual d'ingressos fiscals per persona era de 18.418 €.

### Activitats econòmiques
Dels 784 establiments que hi havia el 2007, 11 eren d'empreses extractives, 6 d'empreses alimentàries, 9 d'empreses de fabricació de material elèctric, 3 d'empreses de fabricació d'elements pel transport, 54 d'empreses de fabricació d'altres productes industrials, 138 d'empreses de construcció, 174 d'empreses de comerç i reparació d'automòbils, 23 d'empreses de transport, 46 d'empreses d'hostatgeria i restauració, 21 d'empreses d'informació i comunicació, 48 d'empreses financeres, 58 d'empreses immobiliàries, 96 d'empreses de serveis, 56 d'entitats de l'administració pública i 41 d'empreses classificades com a «altres activitats de serveis».
Dels 199 establiments de servei als particulars que hi havia el 2009, 1 era una oficina del servei públic d'ocupació, 1 oficina de correu, 10 oficines bancàries, 2 funeràries, 33 tallers de reparació d'automòbils i de material agrícola, 1 taller d'inspecció tècnica de vehicles, 3 establiments de lloguer de cotxes, 2 autoescoles, 12 paletes, 18 guixaires pintors, 12 fusteries, 22 lampisteries, 10 electricistes, 16 empreses de construcció, 7 perruqueries, 1 veterinari, 1 agència de treball temporal, 25 restaurants, 14 agències immobiliàries, 3 tintoreries i 5 salons de bellesa.
Dels 35 establiments comercials que hi havia el 2009, 1 era un supermercat, 1 una gran superfície de material de bricolatge, 2 botiges de menys de 120 m², 3 fleques, 3 carnisseries, 3 llibreries, 5 botigues de roba, 2 botigues d'equipament de la llar, 3 botigues d'electrodomèstics, 4 botigues de mobles, 3 drogueries i 5 floristeries.
L'any 2000 a Aytré hi havia 3 explotacions agrícoles.

## Equipaments sanitaris i escolars
El 2009 hi havia 3 farmàcies i 1 ambulància.
El 2009 hi havia 3 escoles maternals i 3 escoles elementals. A Aytré hi havia 1 col·legi d'educació secundària i 1 liceu tecnològic. Als col·legis d'educació secundària hi havia 396 alumnes i als liceus tecnològics 4.

## Poblacions més properes
El següent diagrama mostra les poblacions més properes.